# Замок Боґесунд (Швеція)
Замок Боґесунд (швед. Bogesunds slott, раніше Bogösund ) — замок і колишня садиба, розташована в комуні Ваксгольм недалеко від Стокгольма. Будівля була зведена в 1640-х з ініціативи Пер Брага Молодшого, а потім кілька разів перебудовувалася. Крім родини Браге, Боґесунд належав членам родин Ґамільтон, фон Розен, фон Лантінґсгаузен та фон Гепкен.
Нинішній вигляд будівлі – лицарський замок з вежами та готичними вікнами – з'явився у 1860-х за малюнками архітекторів Фредріка Вільгельма Шоландера та Тора Медельплана.
Боґесунд був безлюдним з 1906 і шведська влада примусово викупила його у власників. Для цього у 1946  ухвалили спеціальний закон під назвою «Лекс Боґесунд». З 1993 будівля належить Управлінню державної власності. 1996 розпочалися масштабні реставраційні роботи. Замок був відкритий для відвідувачів 11 серпня 2012 принцесою Крістіною та її чоловіком Тордом Маґнусоном.
Замок розташований у центрі природного заповідника Боґесунд, утвореного в 2015.

## Історія
Перші письмові згадки про садибу під назвою Боґосунд відносяться до 1367.

### Ранній період

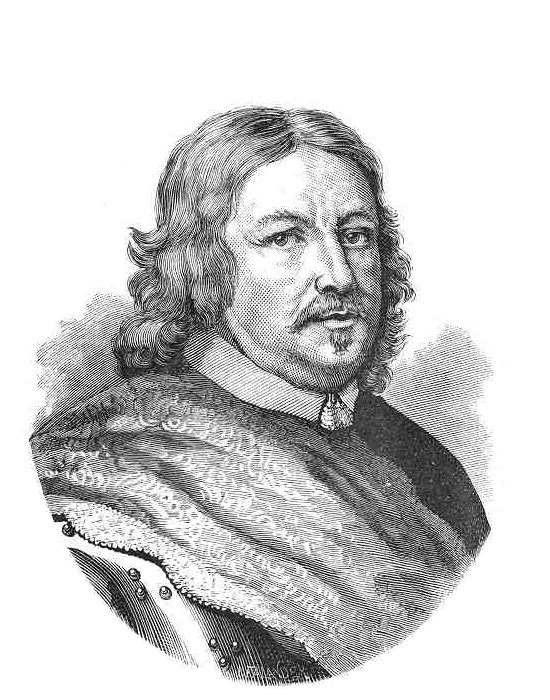
Пітер Браге, перший власник замку

Граф Пер Браге Молодший (1602 – 1680) успадкував маєток Боґесунд від свого батька Абрагама Педерсона Браге. На оброблюваних землях та тваринницьких фермах працювало близько 50 працівників. Основні будівлі знаходилися на той час на схід від нинішнього замку.
Після подорожей Південною Європою Браге надихнувся чудовою архітектурою Італії. Повернувшись, він вирішив збудувати собі гарну резиденцію. Вибір розташування на Ваксгольмі був пов'язаний з тим, що Браге був одним з найближчих радників короля, хотів перебувати ближче до Стокгольма. Весною 1642 почалося розчищення землі під будівництво замку. За кілька років роботи було закінчено.
Будівля мала в основі квадратну форму. Спочатку було чотири основні і ще два мансардні поверхи. На даху був влаштований оглядовий майданчик, звідки відкривалися краєвиди на Стокгольм та мальовничі околиці. Перший поверх і підвал використовувалися у господарських цілях. На другому поверсі розмістили житлові кімнати для наближених господаря. Сам власник мешкав на третьому поверсі. На четвертому було влаштовано залу прийомів. Ще вище, мабуть, були кімнати для гостей.
У 1652 у замку пишно відсвяткували весілля Браге з Беатою Делагарді, представницею знаменитого роду.
Після смерті Пера Браге Молодшого замок перейшов у володіння його племінника Нільса Браге. З 1699 новим господарем резиденції став його син Абрагам Браге. На початку XVIII століття тут часто зупинявся король Фредерік I, який використовував Боґесунд як мисливський замок. Останньою власницею замку з роду Брага стала Ганна Крістіна, яка померла у 1739. Після смерті її чоловіка, Карла Фредріка Ґамільтона аф Гаґебю, будинок надовго залишився безлюдним.

### Перебудова замку
З 1767 замком володів Фредерік фон Розен, представник баронського роду Розен. А в 1774 маєток перейшов у дар Альбрегту фон Лантинґсгаузену, близькому другові короля Густава III. Новий власник провів реконструкцію будівлі. Серед іншого він додав балкони. Після смерті Апьбрегта замок у 1821 успадкувала його донька Йоґанна Кароліна фон Лантинґсгаузен, дружина Нільса фон Гепкена, представника шляхетського роду фон Гепкен. Наступними власниками Боґесунда стали їхні нащадки, які мали прізвище фон Лантинґсгаузен фон Гепкен. У 1863 – 1867 Нільс Альбрегт фон Лантинґсгаузен фон Гепкен провів масштабну реконструкцію. З того часу замок набув свого сучасного вигляду.

### Занепад та відродження

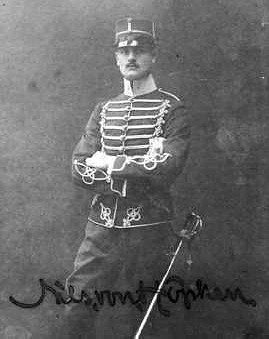
Нільс фон Лантинґсгаузен фон Гепкен, останній приватний власник замку

З 1906 власником Боґесунда був лейтенант Ліберіан Нільс фон Лантинґсгаузен фон Гепкен, який в замку бував рідко. Будівля на початку XX століття була застарілою. Там не вистачало водопроводу, каналізації та не було проведено електрику. Після 1916 замок виявився майже занедбаним. Частина цінних предметів інтер'єру зникла внаслідок крадіжки.
Наприкінці 1930-х влада Стокгольма намагалася придбати Боґесунд, але покупка зірвалася. Нарешті 1944 було прийнято особливий закон «Про обов'язковий викуп незатребуваної сільськогосподарської власності», названий «Lex Bogesund». Цей закон використовувався лише один раз!
Держава експропріювала замок у 1946, а Нільс фон Лантинґсгаузен фон Гепкен отримав 11,6 млн шведських крон як компенсацію за будівлю, 3364 га землі та лісів. 22 квітня 1949 Боґесунд оголосили національною пам'яткою.
Досить довго влада не могла знайти коштів на повноцінну реставрацію замку. Серйозний ремонт фасаду відбувся лише у 1969. А повноцінні реставраційні роботи розпочалися лише 1996. Була проведена величезна робота і нарешті у 2012 Боґесунд прийняв перших відвідувачів.

## Галерея

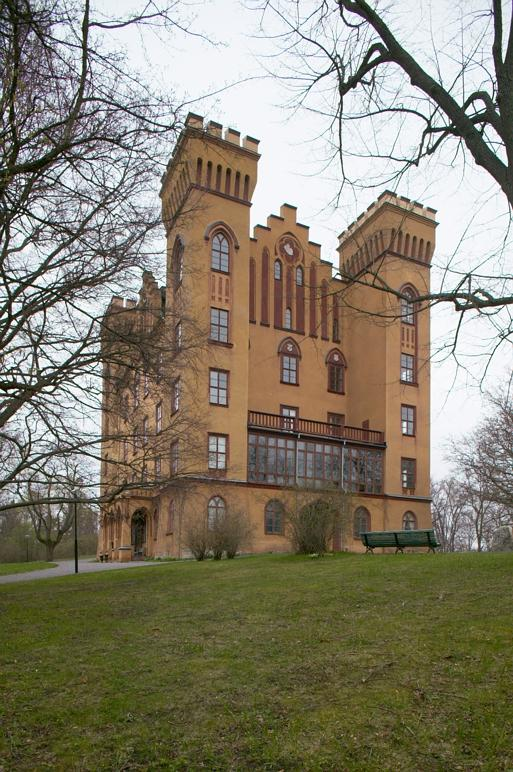
Вигляд замку з боку навколишнього парку
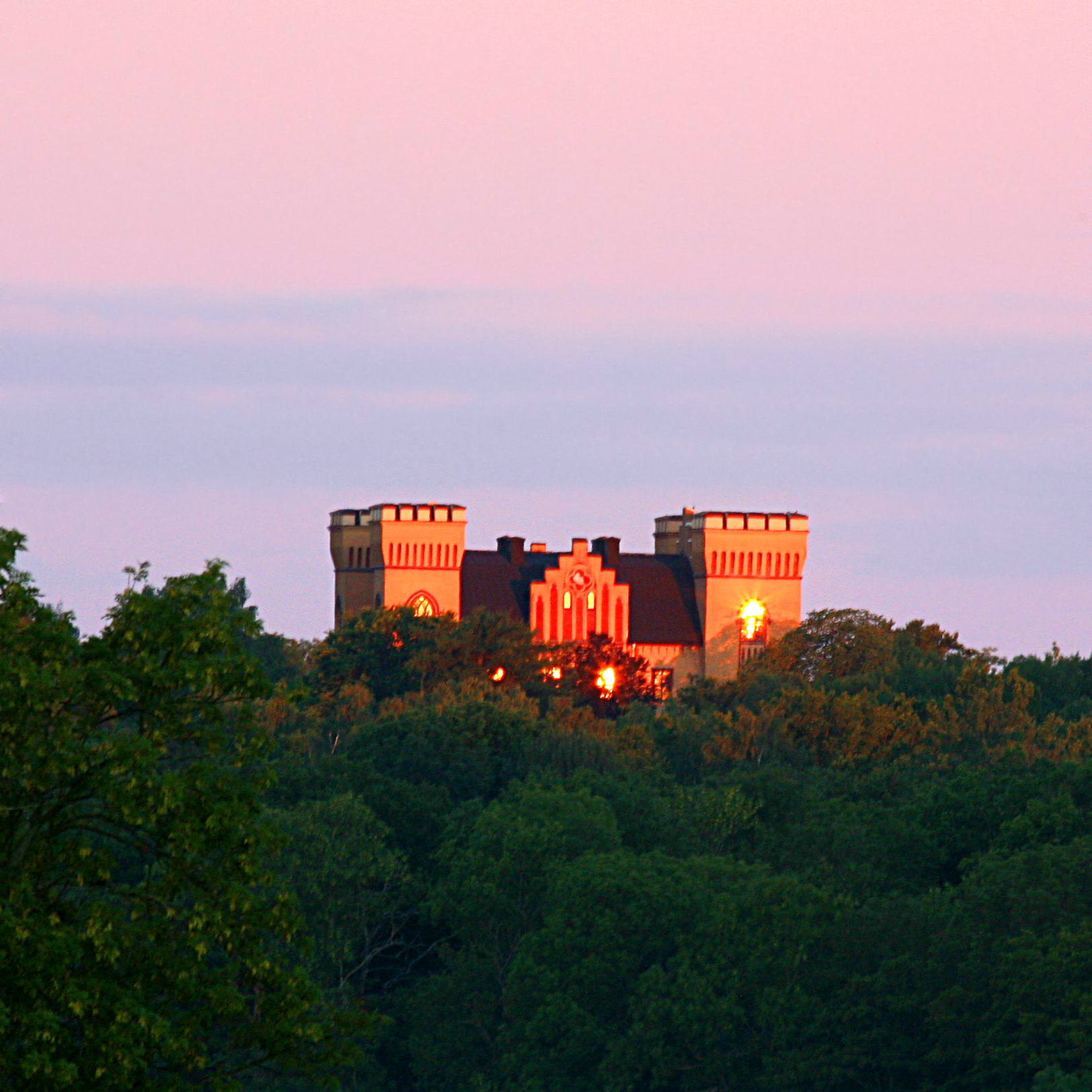
Верхня частина замку, що височіє над лісом
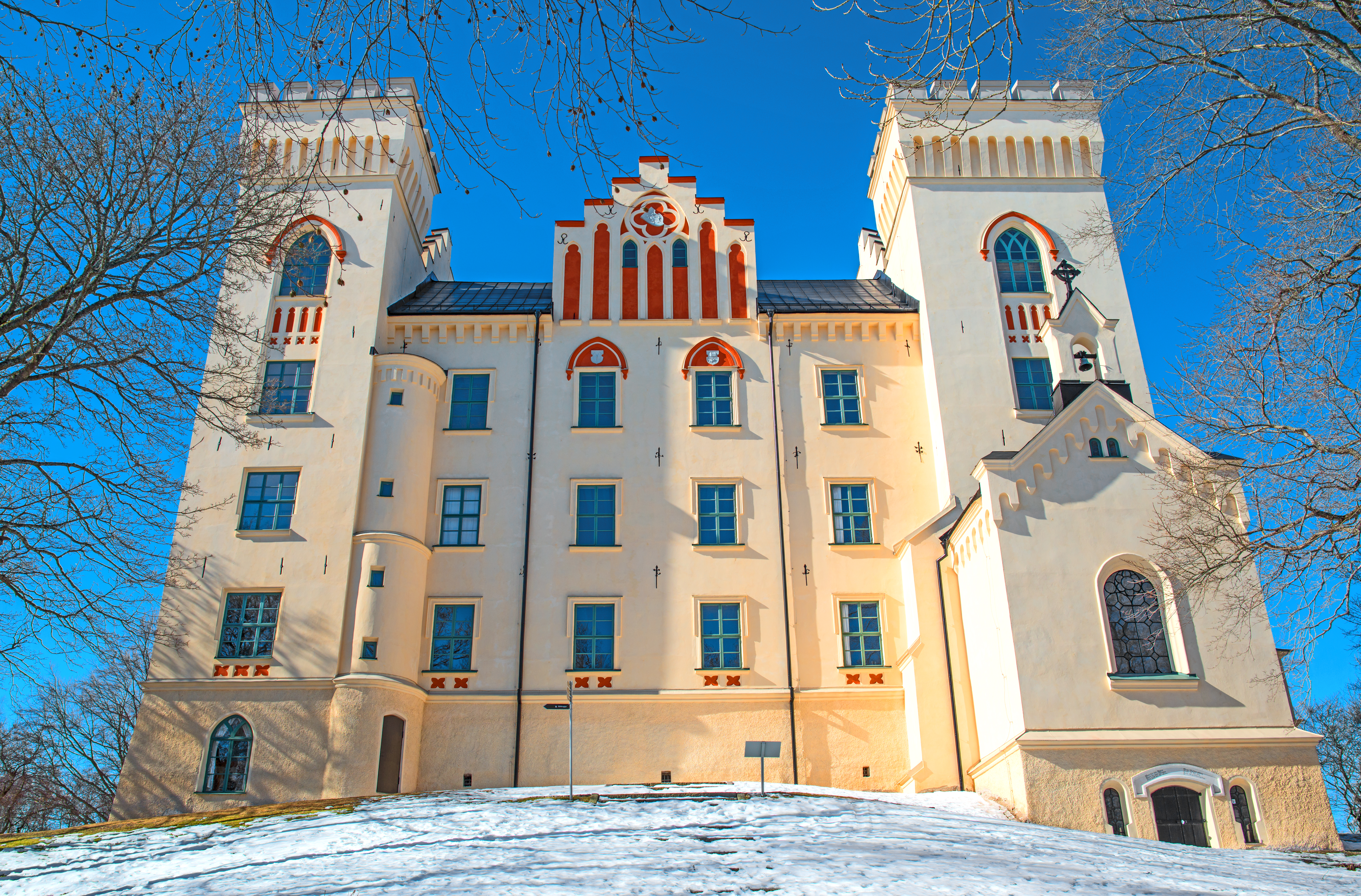
Фасад замку та каплиця
Один із еркерів замку
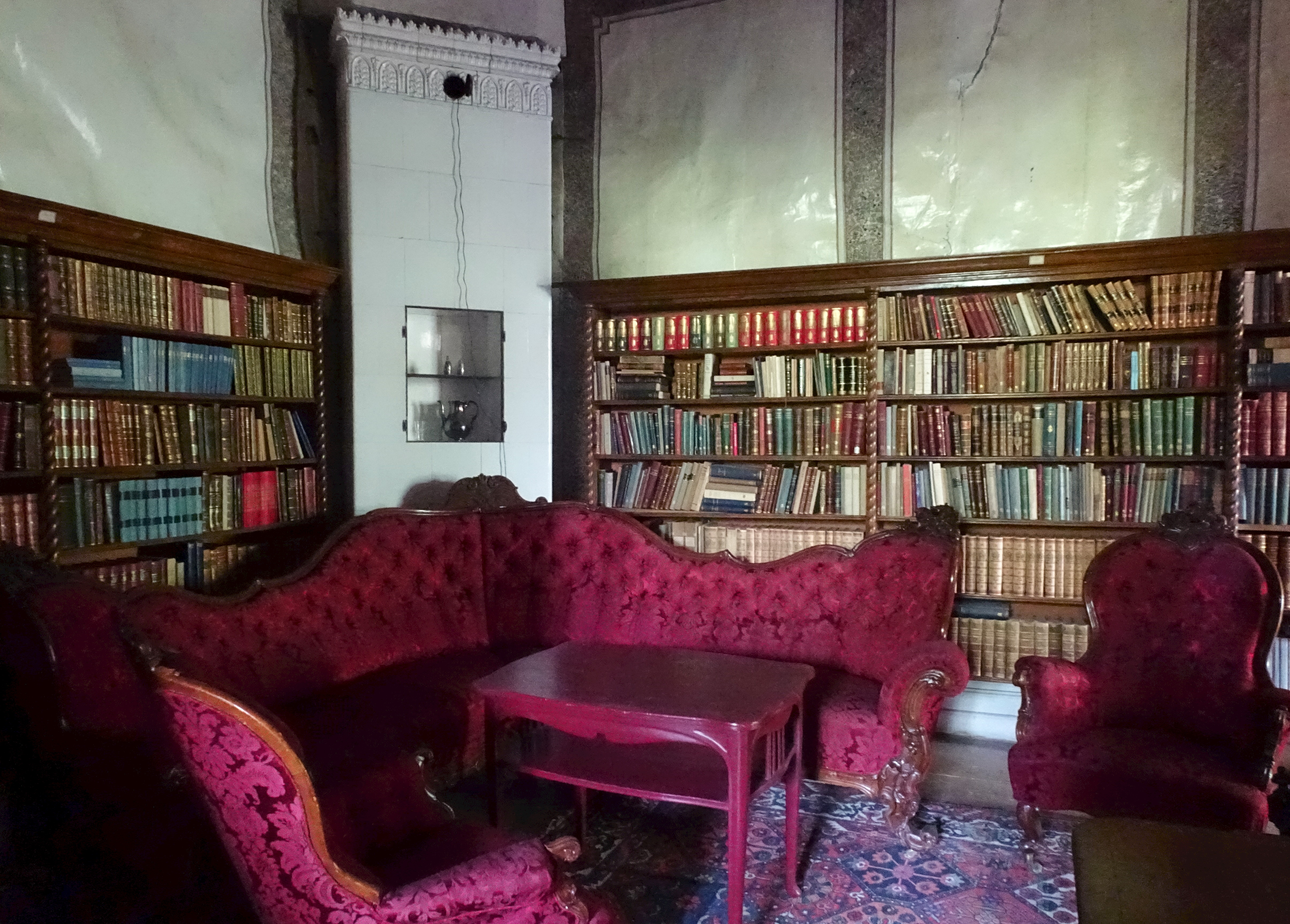
Бібліотека замку